# Saba Kharebashvili
Saba Kharebashvili (en georgiano: საბა ხარებაშვილი; Tiflis, Georgia, 3 de septiembre de 2008) es un futbolista georgiano que juega de defensa en el F. C. Dinamo Tiflis de la Erovnuli Liga.

## Primeros años
Nació el 3 de septiembre de 2008 en Tiflis, Georgia. De niño, consideraba al internacional portugués Cristiano Ronaldo su ídolo futbolístico y era seguidor del Real Madrid C. F.

## Trayectoria
Como jugador juvenil, ingresó en la cantera del F. C. Dinamo Tiflis y comenzó su carrera profesional con el equipo reserva del club en 2024, antes de ser ascendido al primer equipo ese mismo año. El 26 de abril de 2024 debutó con ellos durante un empate a cero en casa contra el F. C. Telavi en la liga. Durante su primera temporada con ellos, les ayudó a alcanzar la final de la Copa de Georgia 2024, donde perdieron por penaltis ante el F. C. Spaeri tras empatar a 2-2.
El 11 de julio de 2024 estableció un nuevo récord en la historia de las competiciones de clubes de la UEFA como el jugador más joven en hacer acto de presencia con 15 años, diez meses y 8 días.
Al final de la temporada 2024 fue reconocido por la Federación Georgiana de Fútbol como mejor jugador sub-17 del año y galardonado con la medalla de oro Aleksandre Chivadze.

## Selección nacional
Tras pasar por todas las selecciones juveniles de Georgia hasta la sub-19, fue convocado por la selección nacional de Georgia para disputar un partido amistoso contra Islas Feroe en junio de 2025. Salió desde el banquillo en la segunda parte, convirtiéndose en el jugador más joven de la selección con 16 años, nueve meses y dos días.

## Estilo de juego
Juega como defensa. Zurdo, destaca por su polivalencia, habilidad técnica y capacidad de pase.

## Estadísticas

### Clubes
Actualizado al último partido disputado el 28 de mayo de 2025.
| Club                           | Div.          | Temporada     | Liga  | Liga  | Liga   | Copas nacionales | Copas nacionales | Copas nacionales | Copas internacionales | Copas internacionales | Copas internacionales | Total | Total | Total  |
| Club                           | Div.          | Temporada     | Part. | Goles | Asist. | Part.            | Goles            | Asist.           | Part.                 | Goles                 | Asist.                | Part. | Goles | Asist. |
| ------------------------------ | ------------- | ------------- | ----- | ----- | ------ | ---------------- | ---------------- | ---------------- | --------------------- | --------------------- | --------------------- | ----- | ----- | ------ |
| F. C. Dinamo Tiflis II Georgia | 2.ª           | 2024          | 6     | 0     | 0      | ―                | ―                | ―                | ―                     | ―                     | ―                     | 6     | 0     | 0      |
| F. C. Dinamo Tiflis II Georgia | Total club    | Total club    | 6     | 0     | 0      | 0                | 0                | 0                | 0                     | 0                     | 0                     | 6     | 0     | 0      |
| F. C. Dinamo Tiflis Georgia    | 1.ª           | 2024          | 21    | 0     | 2      | 6                | 0                | 1                | 1                     | 0                     | 0                     | 28    | 0     | 3      |
| F. C. Dinamo Tiflis Georgia    | 1.ª           | 2025          | 16    | 0     | 3      | 0                | 0                | 0                | ―                     | ―                     | ―                     | 16    | 0     | 3      |
| F. C. Dinamo Tiflis Georgia    | Total club    | Total club    | 37    | 0     | 5      | 6                | 0                | 1                | 1                     | 0                     | 0                     | 44    | 0     | 6      |
| Total carrera                  | Total carrera | Total carrera | 43    | 0     | 5      | 6                | 0                | 1                | 1                     | 0                     | 0                     | 50    | 0     | 6      |